# Valentine Cadic
Valentine Cadic est une actrice et réalisatrice française.

## Parcours

### Formation
Valentine Cadic suit un master en cinéma et réalisation à l'université de Paris 8. En 2016, elle suit également les cours de l’école de théâtre Les Enfants terribles.

### Actrice
Parallèlement à ses études de cinéma, elle commence une carrière d’actrice de films. En 2014, elle tourne dans le court métrage Les Oiseaux tonnerre de Léa Mysius, sélectionné par la Cinéfondation, qui propose une sélection de quatorze films des écoles de cinéma du monde entier, lors du festival de Cannes 2014.
Puis ce sont les longs métrages Ava, de Léa Mysius, et Nos batailles, de Guillaume Senez, tous deux sectionnés à la Semaine de la critique, une section parallèle du festival de Cannes,,.

### Réalisatrice
En 2020, elle fait partie des fondatrices de l'association Les Filmeuses qui soutient la production et la diffusion de courts métrages de création de jeunes acteurs et actrices du monde du cinéma. C'est à partir de là qu'elle passe à la réalisation avec des courts métrages comme Les Grandes Vacances ou encore La Saisonnière, la plupart produits par Les Filmeuses.
Elle réalise en 2024 le long métrage Le Rendez-vous de l'été présenté à la Berlinale 2025 dans la nouvelle catégorie de la compétition « Perspectives ».

## Filmographie
Liste non exhaustive.

### Réalisatrice
- 2020 : Omaha Beach
- 2021 : Les Grandes Vacances
- 2024 : La Saisonnière
- 2025 : Le Rendez-vous de l'été

### Actrice

#### Télévision
- 2014 : Fais pas ci, fais pas ça, Saison 7, Épisodes 5, La Méduse et le putois et 6, La Thérapie du bonheur : Marjorie
- 2014 : Alice Nevers, le juge est une femme, Saison 12, Épisode 6, À fleur de peau : Lisa Pouvray
- 2015 : Capitaine Marleau, Saison 3, Épisode 5, (dix-neuvième opus depuis le tout premier), Veuves ... mais pas trop : Virginie Lemaître
- 2016 : Emma, Saison 1, Épisode 2, Mort aux vainqueurs : Anna Demaison
- 2017 : Fais pas ci, fais pas ça, Saison 9, Épisode 1, Parents un jour, parents toujours ! et 2, Une vie de rêves : Marjorie[8]
- 2020 : Maroni d’Olivier Abbou : Dolores
- 2021 : Candice Renoir, Saison 9, Épisode 3, Nécessité fait loi : Constance Capdevilla

#### Cinéma

##### Courts métrages
- 2013 : Les Oiseaux tonnerre de Léa Mysius
- 2016 : Fish & Chicks de Julie Grumbach et Elise McLeod
- 2016 : Sparte de Noémie Nicolas
- 2016 : Que le ciel tombe de Rémi Bassaler
- 2017 : Glister de Vincent Tricon
- 2017 : Retour de Miao Yu
- 2018 : Sous la surface de Pauline Broulis
- 2019 : Si loin mes sœurs d’Éva Mathis
- 2019 : Tout est vrai de Romain Kronenberg
- 2020 : L’Amazonie brûle encore d’Hélio Pu
- 2021 : Donovan s’évade de Lucie Plumet[9]
- 2021 : Merde de Sarah-Mégane Allouch

##### Longs métrages
- 2017 : Je vais mieux de Jean-Pierre Améris
- 2017 : Ava de Léa Mysius : Serveuse mariage
- 2018 : Nos batailles de Guillaume Senez : Anna
- 2019 : La Vérité d’Hirokazu Kore-eda
- 2020 : Le Bal des folles de Mélanie Laurent : Hortense Prevost Roumagnac
- 2020 : Ne pas finir comme Roméo et Juliette de Métilde Weyergans et Samuel Hercule : Romy

## Théâtre
- 2016 : Blanche Neige ou La chute du mur de Berlin de Samuel Hercule et Méthilde Weyergans[10],[11]